# Сорне (Верхняя Сона)
Сорне́ (фр. Sornay) — коммуна во Франции, находится в регионе Франш-Конте. Департамент — Верхняя Сона. Входит в состав кантона Марне. Округ коммуны — Везуль.
Код INSEE коммуны — 70494.

## География
Коммуна расположена приблизительно в 310 км к юго-востоку от Парижа, в 25 км западнее Безансона, в 55 км к юго-западу от Везуля.
Вдоль южной границы коммуны протекает река Оньон.

## Население
Население коммуны на 2010 год составляло 306 человек.
| 1962 | 1968 | 1975 | 1982 | 1990 | 1999 | 2010 |
| ---- | ---- | ---- | ---- | ---- | ---- | ---- |
| 204  | 191  | 184  | 183  | 219  | 235  | 306  |

## Администрация
| Период | Период | Фамилия         | Партия | Примечания |
| ------ | ------ | --------------- | ------ | ---------- |
| 2001   | 2008   | Кароль Тиссо    |        |            |
| 2008   | 2014   | Франсуа Маршаль |        |            |

## Экономика

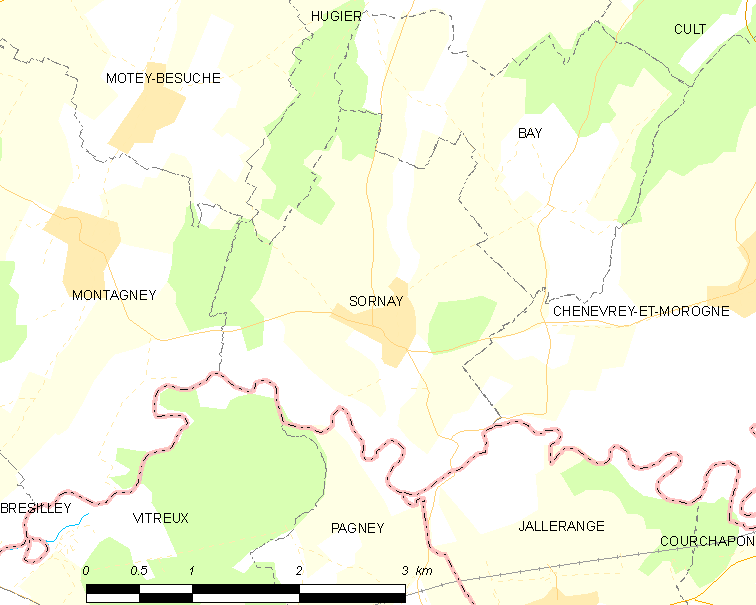
Карта коммуны

В 2010 году среди 190 человек трудоспособного возраста (15—64 лет) 155 были экономически активными, 35 — неактивными (показатель активности — 81,6 %, в 1999 году было 71,8 %). Из 155 активных жителей работали 145 человек (72 мужчины и 73 женщины), безработных было 10 (7 мужчин и 3 женщины). Среди 35 неактивных 10 человек были учениками или студентами, 20 — пенсионерами, 5 были неактивными по другим причинам.